# 伯宗 (瓦兹河谷省)
伯宗（法語：Bezons，法語發音：[bəzɔ̃] ⓘ），法国中北部城市，法兰西岛大区瓦兹河谷省的一个市镇，隶属于阿让特伊区，其市镇面积为4.16平方公里，2022年1月1日时人口数量为34,314人，在法国城市中排名第280位。
伯宗位于瓦兹河谷省最南部，与伊夫林省和上塞纳省相邻，是重要的居民区。跨国电子公司源讯的总部位于伯宗境内。

## 地名来源

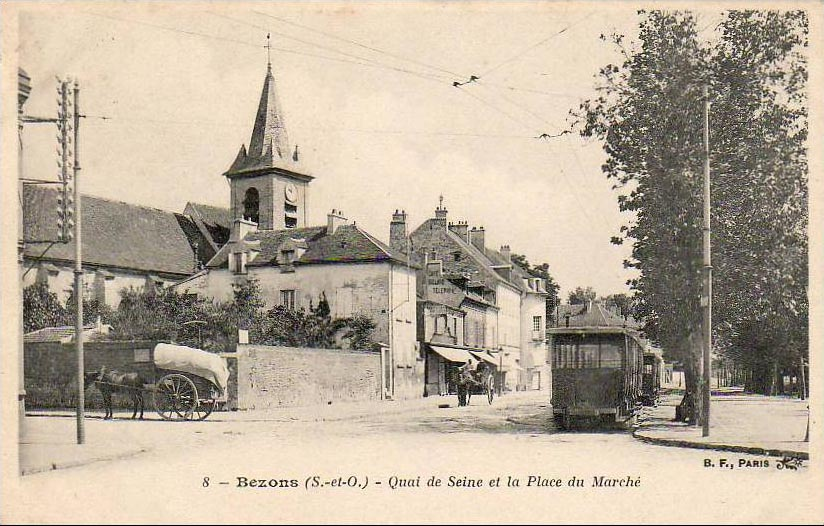
20世纪初的伯宗

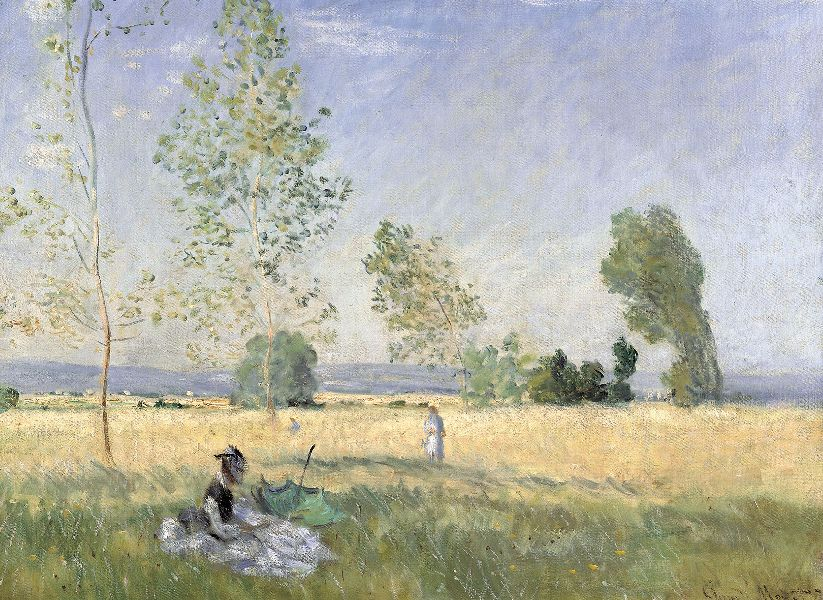
伯宗（绘画）

“伯宗”一名来源于最初以的形式被记载。

## 历史
伯宗历史上长期为一处普通村落，路易十四时期，巴赞家族（famille Bazin）曾在此定居，其成员克洛德·巴赞·德·伯宗是法国的重要政治人物。17世纪末伯宗因集市而闻名。法国大革命后，伯宗成为塞纳-瓦兹省的一个市镇。工业革命期间，横跨塞纳河的伯宗桥建成通车。20世纪后，得益于巴黎的城市扩张，伯宗快速完成城市化，境内出现了多处现代化建筑，人口数量也随之上涨。2012年11月19日，法兰西岛有轨电车2号线延伸至伯宗境内。

## 地理
伯宗位于法国中北部，法兰西岛大区中北部偏西和瓦兹河谷省最南部，距离省会阿让特伊大约3公里。与伯宗接壤的市镇包括：楠泰尔、科隆布、阿让特伊、塞纳河畔卡里耶尔、乌耶、薩特魯維爾。

### 地形
伯宗位于塞纳河左岸的一处坡地上，地势自河岸向内侧逐渐抬升，海拔在22到52米之间。

### 水文
塞纳河干流自西南向东北流经境内东南部。

### 植被
伯宗属于温带落叶林区，市区内的主要绿地公园包括贝当古公园（Parc Bettencourt）、萨科和旺泽蒂广场（Square Sacco et Vanzetti）等，均常年免费向公众开放。

### 气候
伯宗在柯本气候分类法中属于温带海洋性气候，降水均匀，年温差较小。
伯宗境内设有气象站，以下为该气象站的数据（其中日照数据取自勒布尔歇气象站）：
| 阿让特伊1981年－2019年 | 阿让特伊1981年－2019年 | 阿让特伊1981年－2019年 | 阿让特伊1981年－2019年 | 阿让特伊1981年－2019年 | 阿让特伊1981年－2019年 | 阿让特伊1981年－2019年 | 阿让特伊1981年－2019年 | 阿让特伊1981年－2019年 | 阿让特伊1981年－2019年 | 阿让特伊1981年－2019年 | 阿让特伊1981年－2019年 | 阿让特伊1981年－2019年 | 阿让特伊1981年－2019年 |
| 月份                   | 1月                    | 2月                    | 3月                    | 4月                    | 5月                    | 6月                    | 7月                    | 8月                    | 9月                    | 10月                   | 11月                   | 12月                   | 全年                   |
| ---------------------- | ---------------------- | ---------------------- | ---------------------- | ---------------------- | ---------------------- | ---------------------- | ---------------------- | ---------------------- | ---------------------- | ---------------------- | ---------------------- | ---------------------- | ---------------------- |
| 历史最高温 °C（°F）    | 16.1 (61.0)            | 20.3 (68.5)            | 23.8 (74.8)            | 29.1 (84.4)            | 33 (91)                | 35.7 (96.3)            | 41 (106)               | 37.1 (98.8)            | 32.6 (90.7)            | 29.8 (85.6)            | 22.8 (73.0)            | 18.7 (65.7)            | 41 (106)               |
| 平均高温 °C（°F）      | 7.7 (45.9)             | 9.1 (48.4)             | 12 (54)                | 17.7 (63.9)            | 20.8 (69.4)            | 24.1 (75.4)            | 26.2 (79.2)            | 24 (75)                | 22.3 (72.1)            | 17.6 (63.7)            | 11.9 (53.4)            | 7.3 (45.1)             | 16.7 (62.1)            |
| 日均气温 °C（°F）      | 5.1 (41.2)             | 5.9 (42.6)             | 7.9 (46.2)             | 12.6 (54.7)            | 16 (61)                | 19.1 (66.4)            | 20.9 (69.6)            | 19 (66)                | 17.3 (63.1)            | 13.7 (56.7)            | 9 (48)                 | 4.8 (40.6)             | 12.6 (54.7)            |
| 平均低温 °C（°F）      | 2.6 (36.7)             | 3 (37)                 | 4.2 (39.6)             | 7.9 (46.2)             | 11.5 (52.7)            | 13.9 (57.0)            | 15.8 (60.4)            | 14.8 (58.6)            | 13.1 (55.6)            | 10.4 (50.7)            | 6.3 (43.3)             | 2.4 (36.3)             | 8.8 (47.8)             |
| 历史最低温 °C（°F）    | −11.6 (11.1)           | −8.2 (17.2)            | −8.3 (17.1)            | −1.5 (29.3)            | 1.7 (35.1)             | 6.7 (44.1)             | 8.9 (48.0)             | 7.3 (45.1)             | 4.6 (40.3)             | 0.8 (33.4)             | −3.5 (25.7)            | −6 (21)                | −11.6 (11.1)           |
| 平均降水量 mm（）      | 45.3 (1.78)            | 39.9 (1.57)            | 38.6 (1.52)            | 38.8 (1.53)            | 57.4 (2.26)            | 41.9 (1.65)            | 51.5 (2.03)            | 73.6 (2.90)            | 26.2 (1.03)            | 51.2 (2.02)            | 44.6 (1.76)            | 46.3 (1.82)            | 555.3 (21.86)          |
| 月均日照時數           | 62                     | 75.1                   | 125                    | 165.8                  | 193.3                  | 206.9                  | 215.7                  | 206.2                  | 160.2                  | 111.2                  | 65.1                   | 50.8                   | 1,637.3                |
| 来源：infoclimat.fr    |                        |                        |                        |                        |                        |                        |                        |                        |                        |                        |                        |                        |                        |

## 行政区划
伯宗是法国法兰西岛大区瓦兹河谷省的一个市镇，编号为95063。伯宗隶属于阿让特伊区、瓦兹河谷省第五选区和阿让特伊第二县，同时也是圣日耳曼塞纳河湾城市圈公共社区的组成部分。
法国国家统计与经济研究所（简称）在进行数据统计时，将伯宗划入巴黎城市区范围内。同时，还将伯宗市镇分为了11个“块区”（IRIS），以便于统计人口分布情况。

## 交通

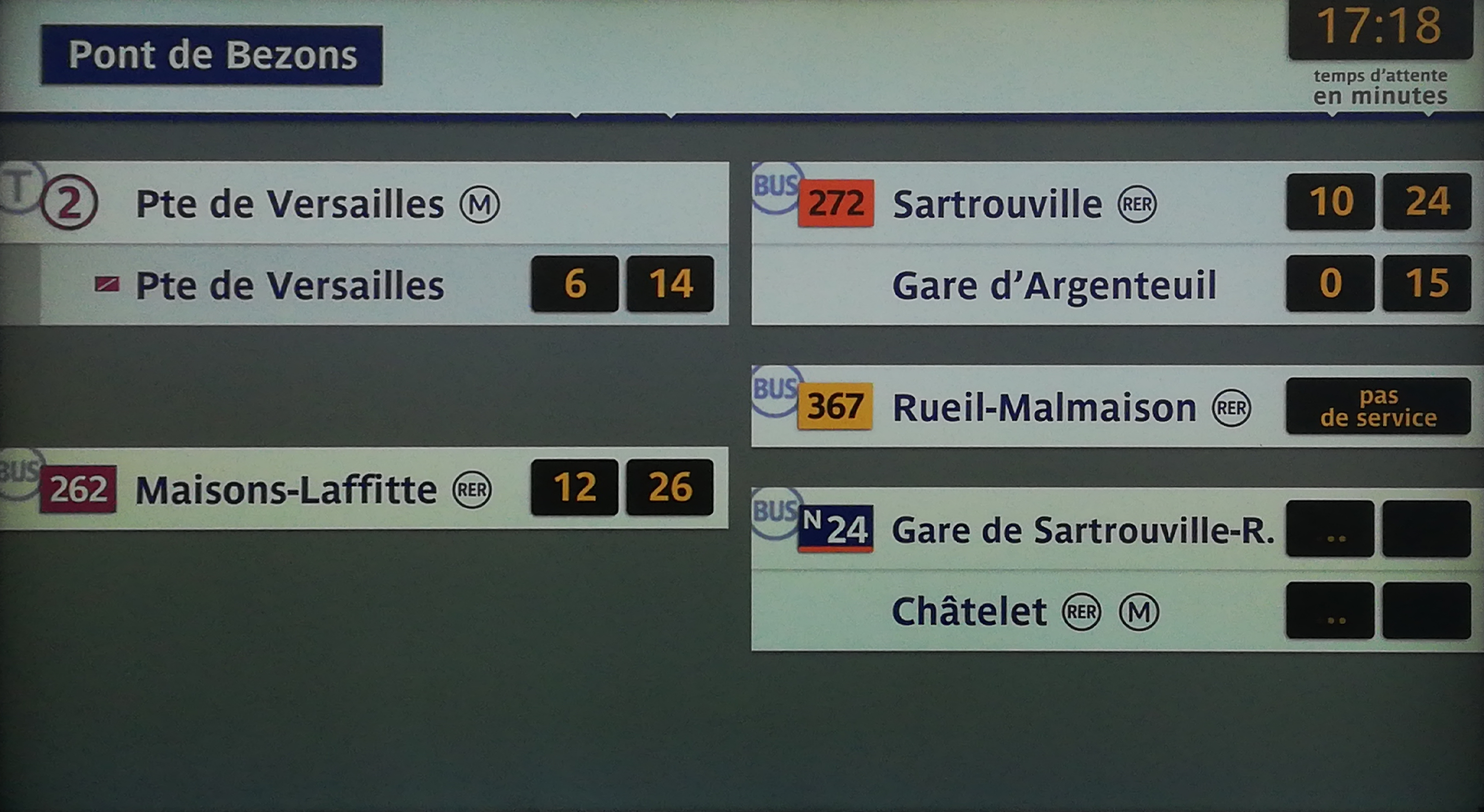
伯宗的公交换乘信息显示屏

### 道路设施
法国国家A15号高速公路经过市境东部并设有一个出入口，瓦兹河谷省省道D41线和D48线、加利埃尼大道、塞纳河左岸快速公路和凡尔登大街是阿让特伊境内的主要道路。2017年，67.3%的伯宗家庭拥有至少一辆的私人汽车。2018年，伯宗境内共发生各类交通事故14起，造成1人遇难，15人受伤。

### 对外交通
巴黎－勒阿弗尔铁路从伯宗南部过境，但未社任何站点。距离伯宗最近的通勤列车车站、长途列车客运站和民用航空站分别为阿让特伊站、巴黎圣拉扎尔站和巴黎戴高乐机场。

### 城市公共交通
巴黎公交262路、272路和367路，阿让特伊城市公共交通的3路、4路、6路、34路以及法兰西岛夜班车24线均经过阿让特伊境内也在阿让特伊境内设站。

## 政治

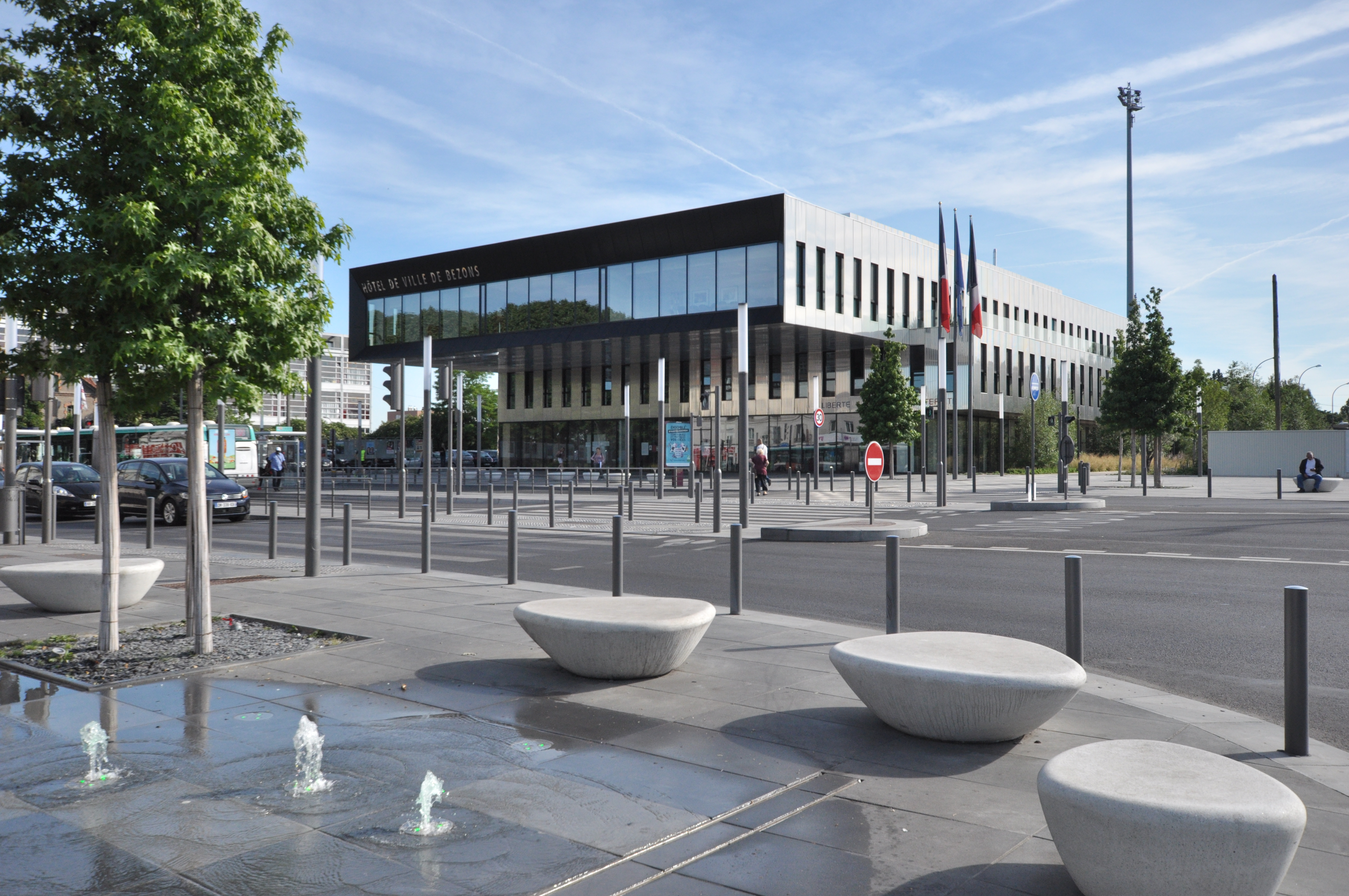
伯宗市政厅

伯宗的现任市长为内斯丽娜·门哈瓦拉（Nessrine Menhaouara），他是社会党的一名成员，在2020年的市政选举中获得了35.64%的支持率。
在2017年的法国总统大选中，法国第25任总统埃马纽埃尔·马克龙在伯宗获得了75.19%的支持率。
| 伯宗历届市长   |                   |               |
| 任期           | 市长              | 党派          |
| 1944年－1945年 | 亨利·巴罗         | PCF法国共产党 |
| 1945年－1961年 | 路易·佩罗纳       | PCF法国共产党 |
| 1961年－1979年 | 阿尔贝·贝当古     | PCF法国共产党 |
| 1979年－2001年 | 雅克·莱塞尔       | PCF法国共产党 |
| 2001年－2020年 | 多米尼克·莱斯帕尔 | PCF法国共产党 |
| 2020年－       | 内斯丽娜·门哈瓦拉 | PS社会党      |

## 人口
2017年，伯宗市镇人口数量为29,383，在法国排名第280位。其中男性14,226人，女性15,157人，75岁及以上人口占4.9%，外籍人口数量为7,133人，人口密度为7,063人/平方公里，当地居民被称为（男性）或（女性）。2018年，伯宗境内出生614人，死亡人口148人。
| 年份   | 1936   | 1946   | 1954   | 1962   | 1968   | 1975   | 1982   | 1990   | 1999   | 2006   | 2011   | 2016   | 2018   |
| ------ | ------ | ------ | ------ | ------ | ------ | ------ | ------ | ------ | ------ | ------ | ------ | ------ | ------ |
| 人口數 | 13,964 | 12,684 | 16,993 | 22,061 | 24,475 | 25,193 | 24,019 | 25,680 | 26,263 | 27,652 | 28,330 | 28,976 | 30,484 |

## 经济

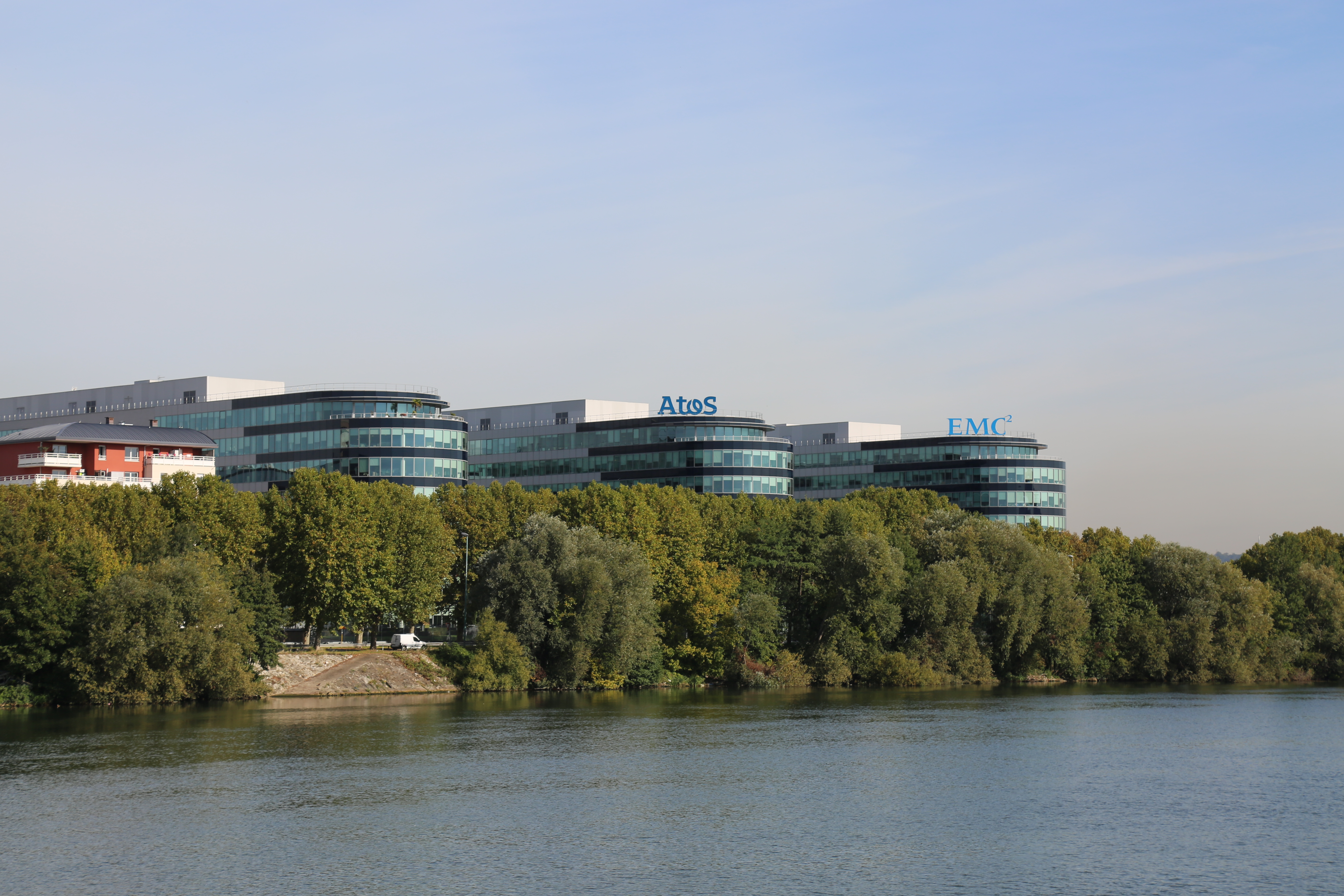
源讯总部大楼

伯宗是一个区域性的中心城市，当地共有各类用人单位3,847家，平均历史为11年，其中97.4%为中小型企业（PME）。源讯和是当地2019年营业额最高的两个企业，分别为480,917,415欧元和284,119,346欧元，均属于计算机领域。

## 财政收入
2018年，伯宗的财政收入总额为47,959,300欧元，财政支出总额为42,991,600欧元，当年的债务总额为25,274,600欧元。
2015年，伯宗的人均月收入总额为2,558欧元，其中高级职员为4,128欧元，中级职员为2,661欧元，普通职员为1,985欧元。
2017年，伯宗境内的青壮年（15至64岁）失业率为15.5%，当地49.2%的家庭拥有纳税资格。

## 社会事务

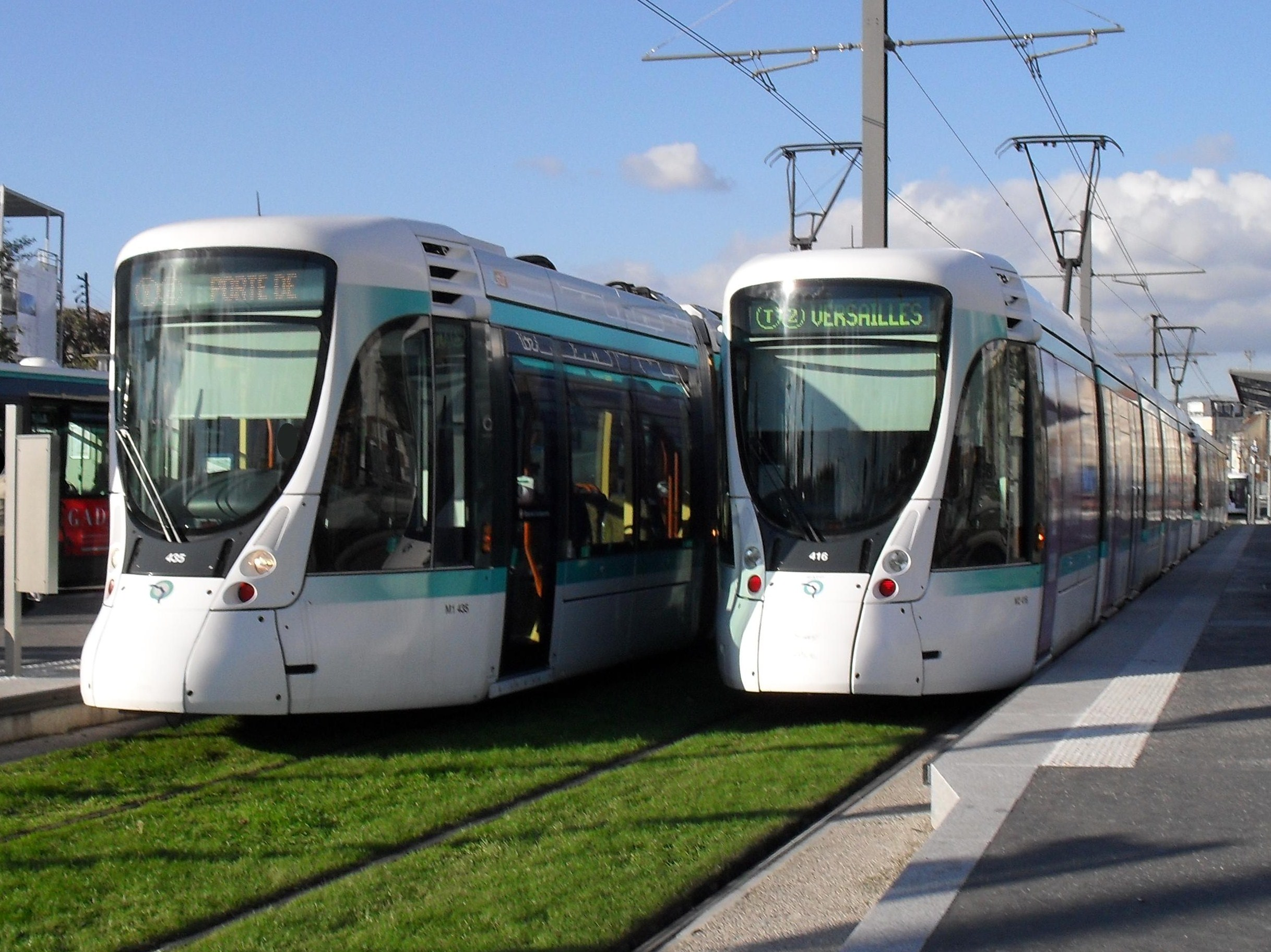
有轨电车2号线的终点站

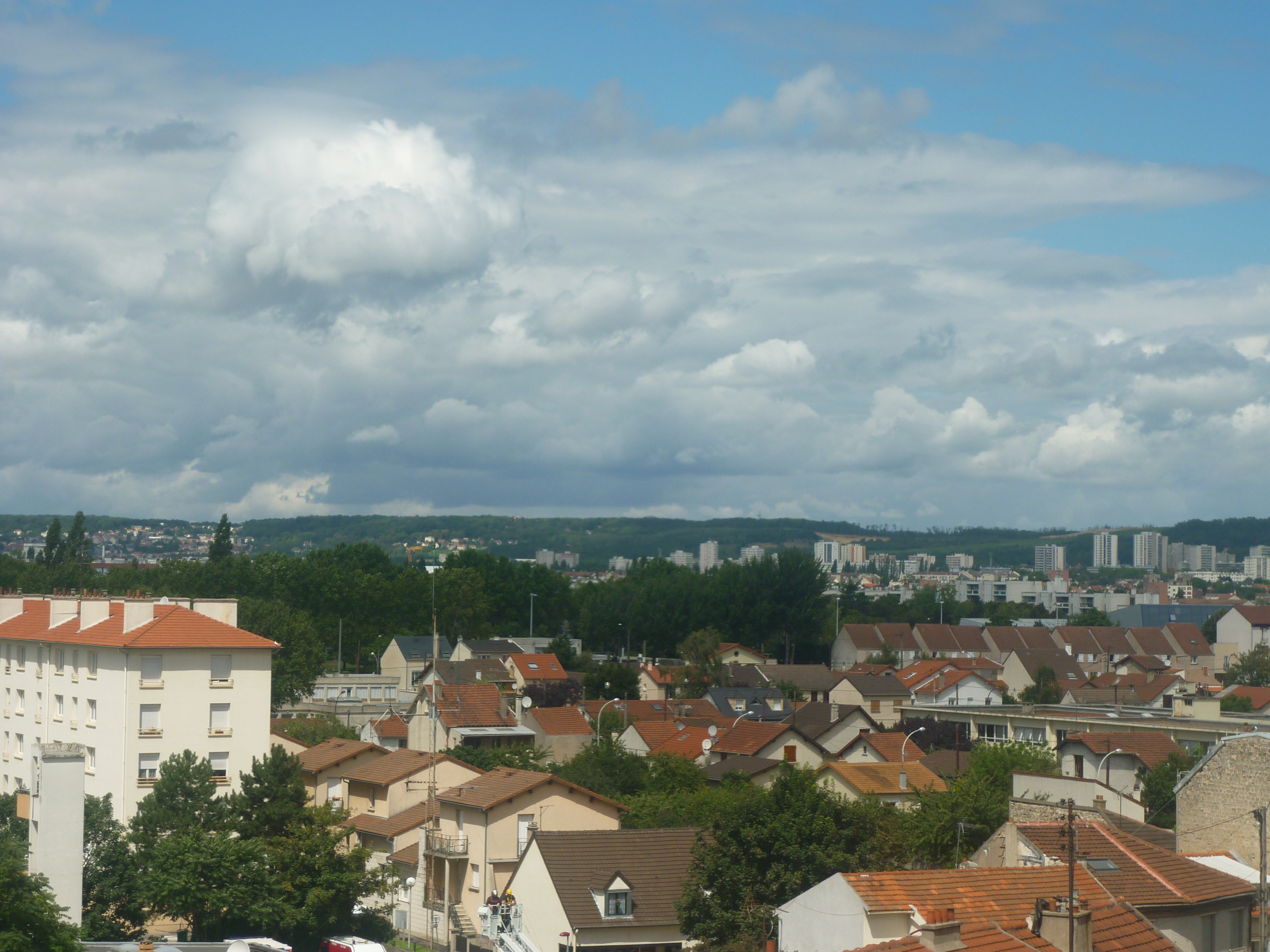
远眺伯宗市区

### 教育
伯宗属于凡尔赛学区。截止2019年1月1日，伯宗境内共有8所幼儿园、9所小学、2所初级中学和1所普通高中。 2018至2019学年度，伯宗境内共有在校中等教育阶段学生1,474名。

### 医疗
截止2019年1月1日，伯宗境内共有全科医生27名、保健师7名、牙医12名、护士12名和眼科医生3名。境内共有药房13家、养老院2家。法国养老机构Korian在伯宗设有一处养老院。
伯宗是阿让特伊中心医院（Centre Hospitalier d'Argenteuil）的服务范围，其主病区“维克多·迪普伊中心医院”（Centre hospitalier Victor Dupouy）位于阿让特伊市区内，各类医务人员数量超过800人，是当地规模最大的公立综合性医院。

### 住房
2017年，伯宗境内共有各类住房12,424套，其中33.3%为独立式居民区，65.3%为集中式居民区。常住房屋占伯宗市镇范围内居民建筑总量的33.3%。

### 商业
2019年，伯宗境内共有各类实体商铺809家，其中餐厅116家、大型超市7家、杂货店16家、面包房20家、肉铺9家、书店3家、装饰品店3家、银行门店7家、美容美发店39家、汽车维修店58家。

### 体育
2019年，伯宗境内共有2家游泳池、5间体育馆、1座综合体育场、7处网球场、2处足球或橄榄球场以及2处篮球或排球场。
伯宗境内共有两支注册足球俱乐部：
- 绿荫游戏俱乐部（Jeux en herbes F.C.），2020至2021赛季参加法兰西岛大区足球联赛（法语：Ligue de Paris Île-de-France de football）
- 伯宗奥林匹克俱乐部（Bezons Section OM），2020至2021赛季参加瓦兹河谷省足球联赛

### 环境
伯宗的环境事务由其所属的公共社区负责。2019年，伯宗境内共有7家污染企业。

### 治安
2019年，伯宗市镇范围内有1处派出所。
2014年，伯宗及附近地区共发生各类案件9,287起，其中盗窃类案件5,353起，经济类案件878起，毒品交易类案件537起。

## 文化
2019年，伯宗境内共有1家剧场和1家电影院。伯宗市政府提供多媒体中心，向公众全年开放。

### 建筑
伯宗圣母河谷讲堂（Oratoire du Val-Notre-Dame）是法国国家文物保护单位，此外当地的大部分建筑物建于20世纪以后。

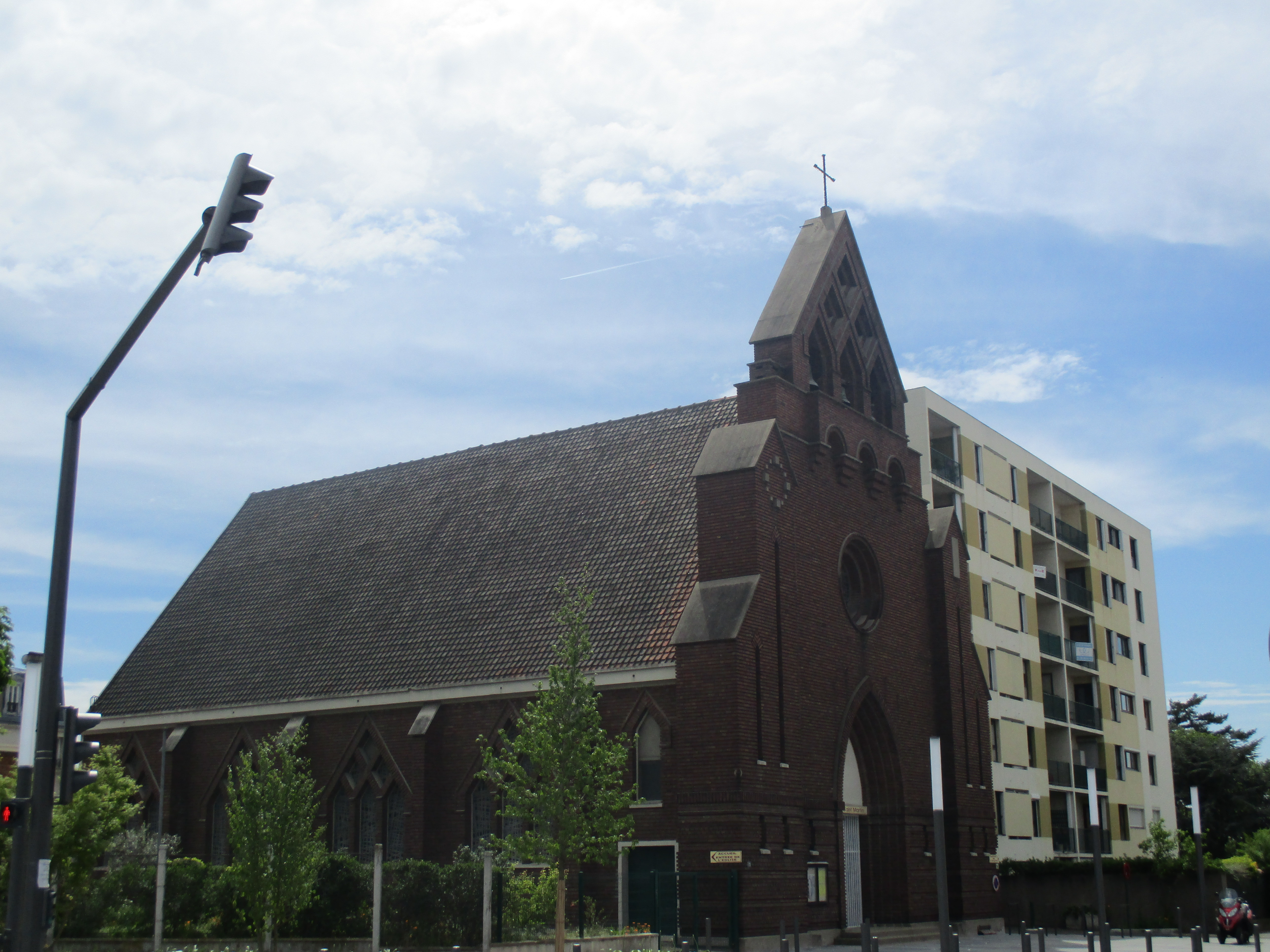
圣马丁教堂
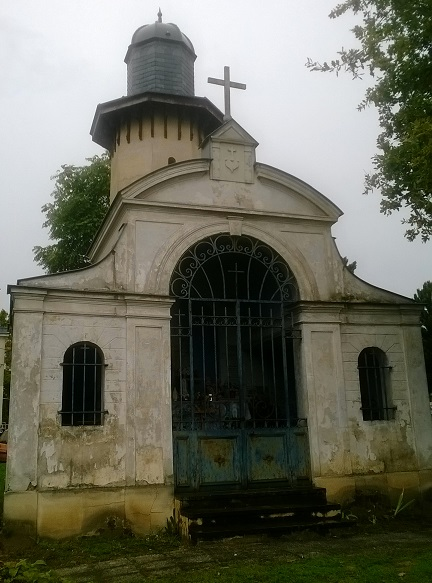
圣母河谷讲堂
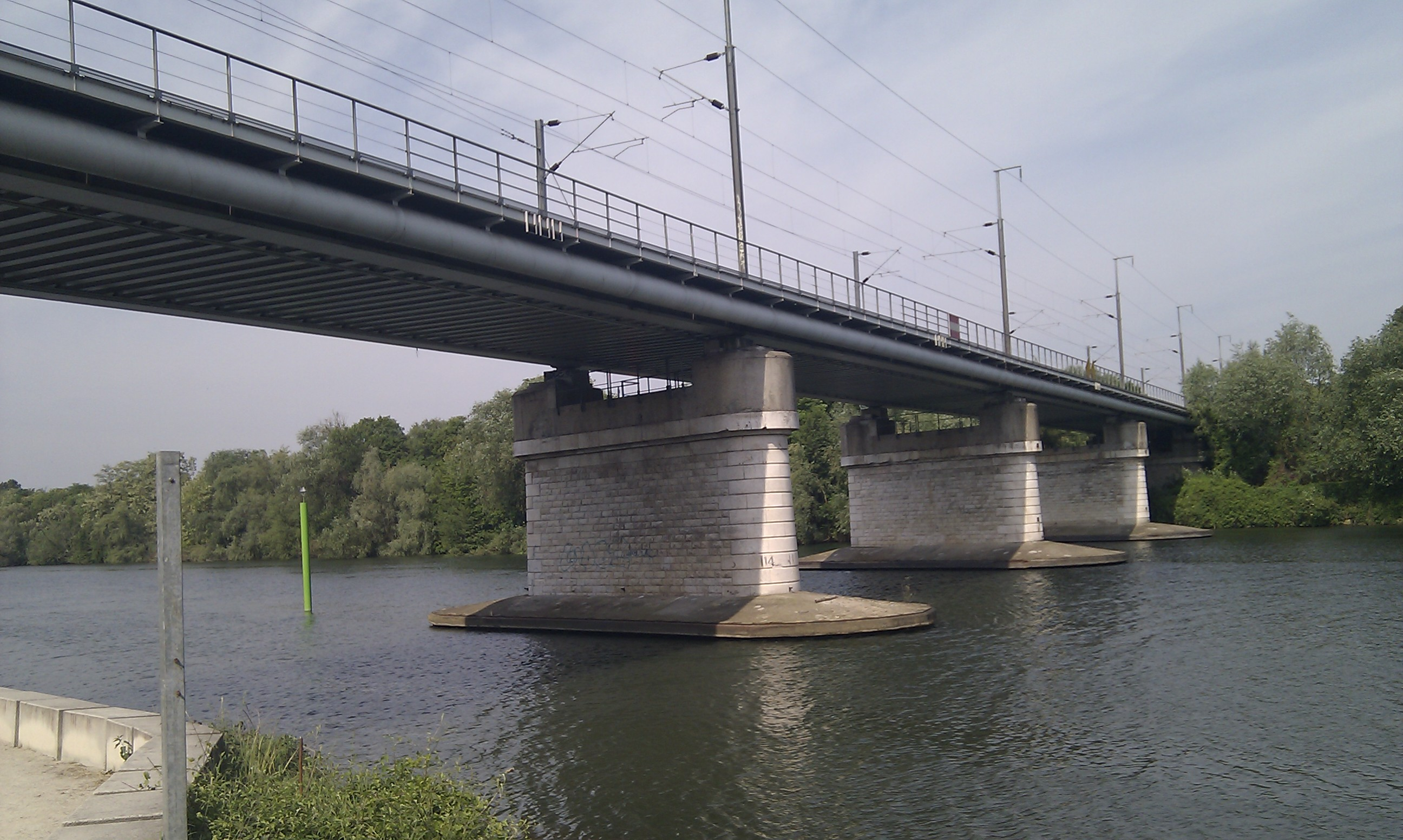
英格兰铁路桥
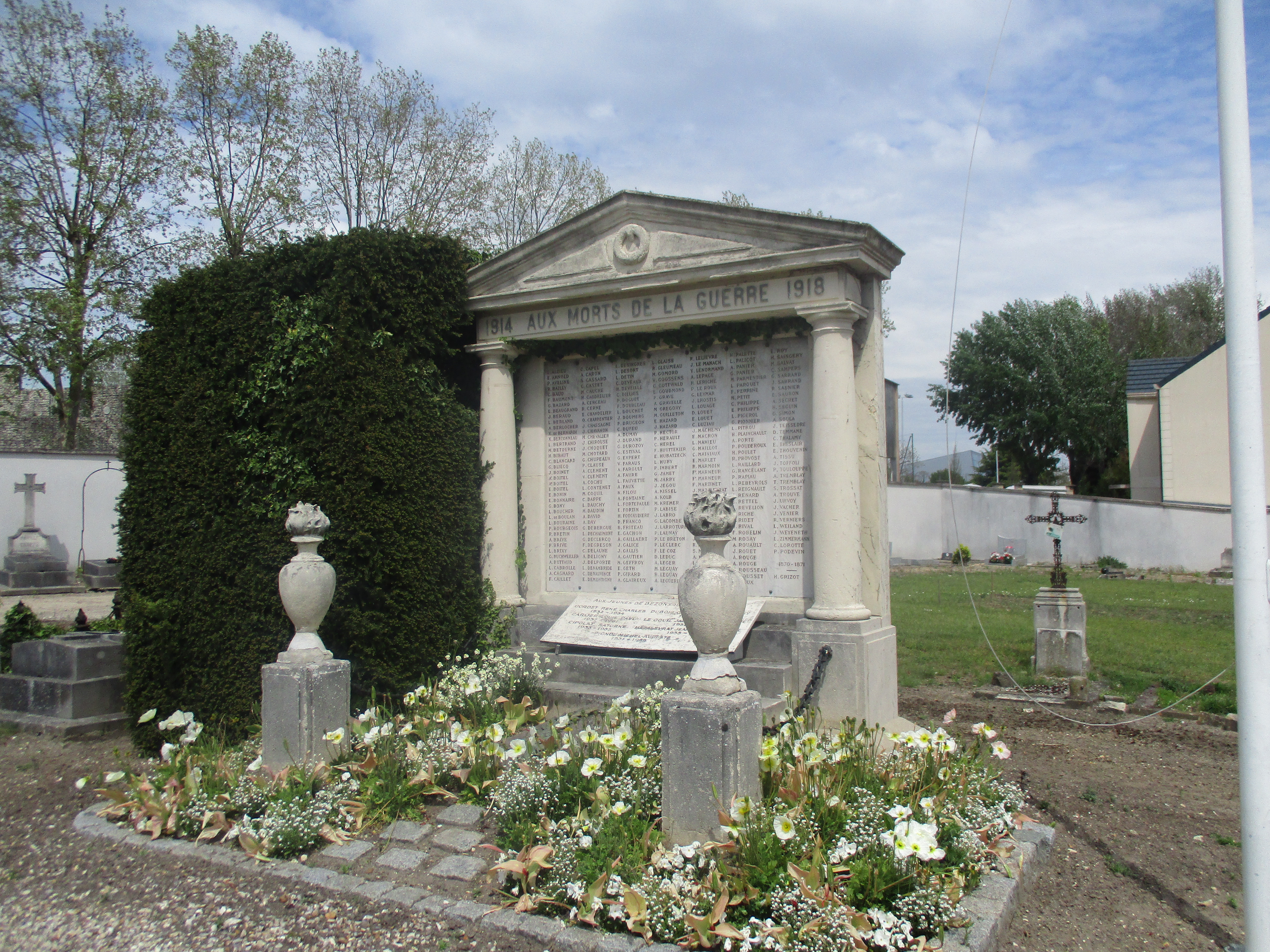
一战烈士陵园
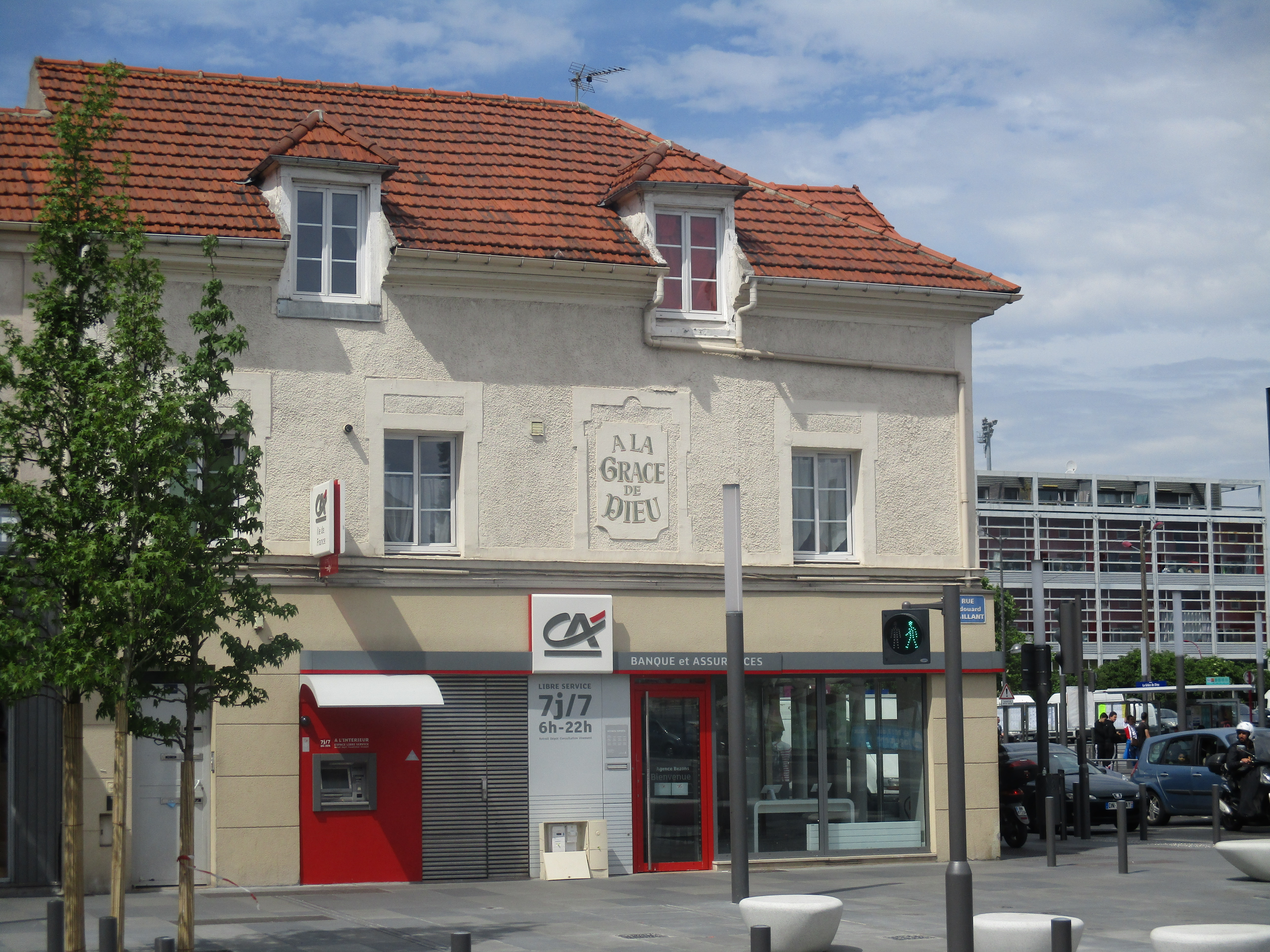
传统民居

### 旅游
伯宗的旅游事务由其所属的公共社区负责。2020年，伯宗境内共有3家宾馆共计279间房间。

### 媒体
法国主要的媒体均可在伯宗接收，法国电视三台下属的法兰西岛大区频道在部分时段播出伯宗所属区域的地方新闻。

## 友好城市
截至2021年1月，伯宗共与两座城市互为友好城市关系：
- 匈牙利 塞克薩德
- 巴勒斯坦 巴尼宰德（法语：Bani Zeid）